# 弁天山古墳 (富津市)
弁天山古墳（べんてんやまこふん）は、千葉県富津市小久保にある前方後円墳である。国の史跡に指定されている。

## 概要
- 全長86メートル[1]
- 後円部径53メートル、高さ8メートル
- 前方部幅50メートル、高さ5.5メートル

富津岬の南側の付け根に流下する小久保川・岩瀬川の下流地域に単独で存在する前方後円墳で、内裏塚古墳の南4キロメートルに位置する。周堀は残っていないが、昔の地籍図から盾型周濠の存在が想定されている。墳丘裾に円筒埴輪が巡ることが確認されているが、形象埴輪は未確認である。
明治元年（1868年）に小久保藩の藩校を建設するために墳麓を削って以来、墳丘は度々改変を受けていたが、昭和2年（1927年）4月に小学校を建設するため後円部の墳頂にあった厳島神社の一部を崩した際に石室の一部が見つかり、内務省に報告された。これを契機に発掘調査が行われ、昭和4年（1929年）に国の史跡に指定された。墳丘は崩壊が著しい状況であったが、1975～79年に補足調査と墳丘の復元工事が行われた。

## 埋葬施設
主体部は後円部墳頂に存在する自然石積みの竪穴式石室で、全長4.9メートル、幅0.96メートル、高さ0.75メートルある。床面には円礫が敷かれ、天井石3個が乗せられている。天井石2個は加工材、1個は自然石であり、中央部の石には両端に縄掛突起が造り出されている。天井石に縄掛突起を有する竪穴式石室の事例は、佐紀陵山古墳、室宮山古墳、屋敷山古墳など畿内で数例知られているが、東日本では当古墳が唯一の例である。
石室内部からは2度の発掘調査で鉄剣、直刀、鉄鏃、鋲留短甲、衝角付冑、鉄鎌が掘り出されている。
築造時期は5世紀後半頃とみられ、内裏塚古墳に後続する時期の首長墓と考えられる。